# Rhamphosmittina bassleri
Rhamphosmittina bassleri är en mossdjursart som först beskrevs av Rogick 1956.  Rhamphosmittina bassleri ingår i släktet Rhamphosmittina och familjen Bryocryptellidae. Inga underarter finns listade i Catalogue of Life.